# Fraueneishockey-Bundesliga 1999/2000
Die Saison 1999/2000 der Fraueneishockey-Bundesliga war die 14. Spielzeit der Frauen-Bundesliga. Im Laufe der Spielzeit konnte sich die Mannschaft des Mannheimer ERC durchsetzen und den Titel Deutscher Meister holen. Dabei kam es erneut zur Finalbegegnung mit der TuS Geretsried, die sich den Wild Cats des MERC geschlagen geben mussten. Die Ligadurchführung erfolgte durch den Deutschen Eishockey-Bund.

## Modus
Die Vorrunde wurde in den Staffeln Nord und Süd getrennt in einer Einfachrunde jeder gegen jeden mit Hin- und Rückspiel durchgeführt. Anschließend spielten die Plätze 1 bis 3 der zwei Staffeln die Zwischenrunde und die Plätze 4 bis 6 die Relegation Süd bzw. Nord aus.

## Vorrunde
In der Vorrunde wurden die jeweils drei besten Mannschaften der beiden Gruppen ermittelt, die sich für die Zwischenrunde qualifizierten, in der die Teilnehmer des Finalturniers ermittelt wurden. Die drei schlechter Platzierten der beiden Gruppen mussten sich über die Relegation für die nächste Saison qualifizieren.

### Abschlusstabellen

#### Bundesliga Nord
| Pl. | Team                        | Sp. | S | U | N | Tore  | Pkt. |
| --- | --------------------------- | --- | - | - | - | ----- | ---- |
| 1.  | Mannheimer ERC Wild Cats    | 10  | 9 | 1 | 0 | 96:20 | 19:1 |
| 2.  | TuS Wiehl Penguins          | 10  | 5 | 3 | 2 | 39:29 | 13:7 |
| 3.  | OSC Berlin                  | 10  | 6 | 0 | 4 | 28:38 | 12:8 |
| 4.  | Grefrather EC Lady Panthers | 10  | 3 | 1 | 6 | 17:25 | 7:13 |
| 5.  | Kleefelder EV Hannover      | 10  | 2 | 1 | 7 | 17:48 | 5:15 |
| 6.  | EC Bergkamener Bären        | 10  | 1 | 2 | 7 | 14:51 | 4:16 |

#### Bundesliga Süd
| Pl. | Team                    | Sp. | S | U | N | Tore  | Pkt. |
| --- | ----------------------- | --- | - | - | - | ----- | ---- |
| 1.  | TuS Geretsried          | 10  | 9 | 0 | 1 | 68:27 | 18:2 |
| 2.  | ESC Planegg/Würmtal     | 10  | 7 | 1 | 2 | 57:28 | 15:5 |
| 3.  | TV Kornwestheim Kodiaks | 10  | 6 | 1 | 2 | 61:31 | 13:7 |
| 4.  | ESG Esslingen           | 10  | 3 | 1 | 7 | 36:48 | 7:13 |
| 5.  | Augsburger Ice Cats     | 10  | 1 | 1 | 8 | 30:73 | 3:17 |
| 6.  | EHC Memmingen Indians   | 10  | 1 | 0 | 9 | 17:72 | 2:18 |

### Kreuztabellen
Übersicht über alle Spiele der Vorrunde:

Nord
| Verein         | MERC            | TuS            | OSC            | GEC            | ECH             | ECB             |
| -------------- | --------------- | -------------- | -------------- | -------------- | --------------- | --------------- |
| Mannheimer ERC |                 | 7:2 11.12.1999 | 7:1 13.11.1999 | 6:1 16.10.1999 | 11:2 10.10.1999 | 14:0 20.11.1999 |
| TuS Wiehl      | 4:4 06.11.1999  |                | 5:4 09.10.1999 | 2:3 26.09.1999 | 3:3 20.11.1999  | 7:0 04.11.1999  |
| OSC Berlin     | 1:15 18.12.1999 | 2:5 23.10.1999 |                | 2:0 20.11.1999 | 4:2 11.12.1999  | 4:2 19.12.1999  |
| Grefrather EC  | 4:6 23.10.1999  | 0:2 13.11.1999 | 2:3 04.12.1999 |                | 1:2 18.12.1999  | 2:2 10.10.1999  |
| EC Hannover    | 3:13 04.12.1999 | 2:5 05.12.1999 | 0:5 16.10.1999 | 0:2 06.11.1999 |                 | 1:3 23.10.1999  |
| EC Bergkamen   | 2:13 09.10.1999 | 4:4 16.10.1999 | 0:2 06.11.1999 | 0:2 12.12.1999 | 1:2 13.11.1999  |                 |

Süd
| Verein          | TuS            | ESCP            | TVK            | ESG            | AEV             | EHCM            |
| --------------- | -------------- | --------------- | -------------- | -------------- | --------------- | --------------- |
| TuS Geretsried  |                | 6:3 16.10.1999  | 8:4 20.11.1999 | 10:3 4.12.1999 | 12:3 23.10.1999 | 4:0 13.11.1999  |
| ESC Planegg     | 3:6 19.11.1999 |                 | 5:5 4.12.1999  | 7:1 23.10.1999 | 5:3 18.12.1999  | 9:0 05.11.1999  |
| TV Kornwestheim | 0:0 25.09.1999 | 2:3 9.10.1999   |                | 4:3 13.11.1999 | 15:2 15.10.1999 | 10:2 11.12.1999 |
| ESG Esslingen   | 1:6 6.11.1999  | 2:4 11.12.1999  | 2:4 18.12.1999 |                | 4:4 10.10.1999  | 7:3 21.11.1999  |
| Augsburger EV   | 3:9 11.12.1999 | 2:7 13.11.1999  | 1:9 06.11.1999 | 2:7 20.11.1999 |                 | 3:4 16.10.1999  |
| EHC Memmingen   | 2:7 18.12.1999 | 1:11 25.09.1999 | 0:8 23.10.1999 | 4:6 9.10.1999  | 1:7 4.12.1999   |                 |

## Relegation
In den Relegationsspielen kämpften die jeweils drei Letztplatzierten der Staffeln mit qualifizierten Regionalligamannschaften um den Klassenerhalt. Aus der Regionalliga Nord nahmen Mannschaften aus Braunlage und Darmstadt teil, die sich zuvor in einer Zwischenrunde neben der Mannschaft des ES Weißwasser, die auf die Teilnahme verzichtete. Von diesen schaffte der WSV Braunlage den Aufstieg in die Bundesliga, während der EC Bergkamen sportlich abgestiegen sollte. Für die Relegation Süd qualifizierten sich Mannschaften aus Hügelsheim und Schwenningen sowie der ehemalige Bundesligist DEC Tigers Königsbrunn, die den Aufstieg aber nicht erreichten. Bergkamen konnte aufgrund des Rückzugs des TuS Wiehl ebenfalls in der Bundesliga verbleiben.

### Relegation Nord
| Pl. | Team                 | Sp. | S | U | N | Tore  | Pkt. |
| --- | -------------------- | --- | - | - | - | ----- | ---- |
| 1.  | Grefrather EC        | 8   | 7 | 0 | 1 | 28:4  | 14:2 |
| 2.  | KEV Hannover         | 10  | 5 | 1 | 2 | 31:17 | 11:9 |
| 3.  | WSV Braunlage        | 10  | 4 | 0 | 4 | 19:27 | 8:8  |
| 4.  | EC Bergkamener Bären | 8   | 3 | 1 | 4 | 28:16 | 7:9  |
| 5.  | TSG Darmstadt        | 8   | 0 | 0 | 8 | 8:50  | 0:16 |

### Relegation Süd
| Pl. | Team                        | Sp. | S | U | N  | Tore  | Pkt. |
| --- | --------------------------- | --- | - | - | -- | ----- | ---- |
| 1.  | Augsburger Ice Cats         | 10  | 9 | 1 | 0  | 83:18 | 19:1 |
| 2.  | ESG Esslingen               | 10  | 7 | 1 | 2  | 65:23 | 15:5 |
| 3.  | EHC Memmingen               | 10  | 7 | 0 | 3  | 55:27 | 14:6 |
| 4.  | DEC Tigers Königsbrunn      | 10  | 4 | 0 | 6  | 25:33 | 8:12 |
| 5.  | ESV Hügelsheim              | 10  | 2 | 0 | 8  | 19:86 | 4:16 |
| 6.  | Schwenninger ERC Lady Wings | 10  | 0 | 0 | 10 | 7:67  | 0:20 |

## Zwischenrunde
In der Zwischenrunde setzten sich die auch in der Vorrunde besser platzierten Mannschaften durch, die sich für das Finalturnier qualifizierten.

### Tabelle
| Pl. | Team                | Sp. | S | U | N | Tore  | Pkt. |
| --- | ------------------- | --- | - | - | - | ----- | ---- |
| 1.  | Mannheimer ERC      | 10  | 8 | 1 | 1 | 95:25 | 17:3 |
| 2.  | TuS Geretsried      | 10  | 6 | 0 | 4 | 44:51 | 12:8 |
| 3.  | TuS Wiehl           | 10  | 5 | 2 | 3 | 37:36 | 12:8 |
| 4.  | ESC Planegg/Würmtal | 10  | 3 | 1 | 6 | 32:54 | 7:13 |
| 5.  | TV Kornwestheim     | 10  | 2 | 3 | 5 | 24:44 | 7:13 |
| 6.  | OSC Berlin          | 10  | 1 | 1 | 8 | 19:51 | 3:17 |

### Spiele
Die Spielergebnisse gegen Mannschaften aus der eigenen Vorrundengruppe wurden übernommen (hier hellblau hinterlegt).
| Mannschaften        | MERC            | TuSG            | TuSW           | ESCP            | TVK             | OSC            |
| ------------------- | --------------- | --------------- | -------------- | --------------- | --------------- | -------------- |
| Mannheimer ERC      |                 | 12:1 30.01.2000 | 7:2 11.12.1999 | 17:3 22.01.2000 | 11:4 16.01.2000 | 6:1 16.10.1999 |
| TuS Geretsried      | 1:11 05.02.2000 |                 | 6:1 20.02.2000 | 6:3 16.10.1999  | 8:4 20.11.1999  | 4:3 19.02.2000 |
| TuS Wiehl           | 4:4 06.11.1999  | 6:4 22.01.2000  |                | 6:4 05.01.2000  | 3:3 06.02.2000  | 5:4 09.10.1999 |
| ESC Planegg/Würmtal | 8:5 27.02.2000  | 3:6 19.11.1999  | 0:4 19.02.2000 |                 | 5:5 04.12.1999  | 0:1 26.02.2000 |
| TV Kornwestheim     | 0:6 19.02.2000  | 0:0 25.09.1999  | 2:1 29.01.2000 | 2:3 09.10.1999  |                 | 1:1 22.01.2000 |
| OSC Berlin          | 1:15 18.12.1999 | 3:8 15.01.2000  | 2:5 23.10.1999 | 2:3 29.01.2000  | 1:3 05.02.2000  |                |

## Finalturnier
Das Finalturnier fand am 4. und 5. März 2000 in Königsbrunn statt.

### Halbfinale
| 4. März 2000 | Mannheimer ERC Wild Cats | 11:1 (2:0, 4:1, 5:0) | ESC Planegg/Würmtal | Königsbrunn |

| 4. März 2000 | TuS Geretsried | 5:2 (1:0, 0:1, 4:1) | TuS Wiehl | Königsbrunn |

### Spiel um Platz 3
| 5. März 2000 | ESC Planegg/Würmtal | 1:7 (0:2, 1:2, 0:3) | TuS Wiehl | Königsbrunn |

### Finale
| 5. März 2000 | Mannheimer ERC Wild Cats | 5:3 (3:1, 1:2, 1:0) | TuS Geretsried | Königsbrunn |

## Endstand
| Platz          | Mannschaft          |
| -------------- | ------------------- |
| Goldmedaille   | MERC Wild Cats      |
| Silbermedaille | TuS Geretsried      |
| Bronzemedaille | TuS Wiehl           |
| 4.             | ESC Planegg/Würmtal |
| 5.             | TV Kornwestheim     |
| 6.             | OSC Berlin          |

### Kader des Deutschen Meisters
| Deutscher Meister MERC Wild Cats | Torhüter: Lilian Holz, Nadine Pfreundschuh Verteidiger: Anabel Dörr, Christina Fischer, Nicole Loth, Natascha Schaffrik, Anja Schnetz Stürmer: Sonja Kuisle, Kerstin Fischer, Anja Scheytt, Patricia Heitzmann, Lena Gratzl, Tanja Gelo, Carolin Romminger, Susanne Triebel, Kathrin Fring, Marion Mack, Maritta Becker, Maren Valenti Trainer: Danilo Valenti |